# Kościół św. Andrzeja w Tyńcu
Kościół pod wezwaniem św. Andrzeja – kościół parafialny znajdujący się w dawnej wsi Tyniec pod Krakowem. Rozebrany w 1835 roku.
Parafię w Tyńcu erygowano w 1076. Kościół parafialny wzniesiono w pobliżu tynieckiego opactwa benedyktyńskiego, na terenie dzisiejszego cmentarza przy ul. Benedyktyńskiej. Według tradycji miał go ufundować Piotr Włostowic. Jan Długosz napisał, iż był to kościół zbudowany „staroświeckim sposobem”, z białego kamienia. Wedle planu Tyńca z 1772 r. była to budowla orientowana, z prostokątną nawą i kwadratowym prezbiterium. 
Kościół został częściowo zniszczony podczas zaciętych walk o Tyniec w okresie konfederacji barskiej. W 1835 został ostatecznie rozebrany, a parafię przeniesiono wówczas do byłego kościoła klasztornego, z którego wcześniej usunięto benedyktynów.